# Anao

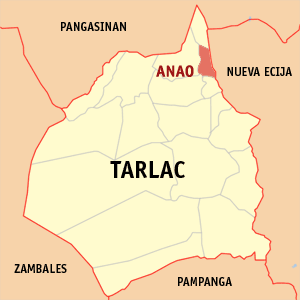
Bản đồ Tarlac với vị trí của Anao

Anao là một đô thị ở tỉnh Tarlac, Philippines. Đô thị này có cự ly 34 km về phía đông tỉnnh lỵ. Anao tọa lạc ở đông bắc tỉnh Tarlac, phía bắc giáp San Manuel, phía đông giáp Nampicuan, phía nam giáp Ramos còn phía tây giáp Paniqui và Moncada.
Diện tích là 23,87 km2. Theo điều tra dân số năm 2000, đô thị này có dân số 10.045 người trong 2.086 hộ.

## Các đơn vị hành chính
Anao được chia thành 18 barangay.
| - Baguindoc (Baguinloc) - Bantog - Campos - Carmen - Casili - Don Ramon - Hernando - Poblacion - Rizal | - San Francisco East - San Francisco West - San Jose North - San Jose South - San Juan - San Roque - Santo Domingo - Sinense - Suaverdez |